# Sansevieria hargeisana
Sansevieria hargeisana là một loài thực vật có hoa trong họ Măng tây. Loài này được Chahin. miêu tả khoa học đầu tiên năm 1994.